# Pucking
Pucking ist eine Marktgemeinde mit 4208 Einwohnern (Stand 1. Jänner 2024) im oberösterreichischen Zentralraum.

## Geografie
Pucking liegt auf 286 m ü. A. Die Ausdehnung beträgt von Nord nach Süd 6,7 km, von West nach Ost 5,6 km. Die Gesamtfläche beträgt 19,8 km². 19,2 % der Fläche sind bewaldet, 61,6 % der Fläche werden landwirtschaftlich genutzt.

### Gemeindegliederung
Das Gemeindegebiet umfasst folgende Ortschaften (in Klammern Einwohnerzahl Stand 1. Jänner 2024):
- Dörfl (39)
- Hasenufer (500)
- Köttsdorf (9)
- Oberschnadt (185)
- Pucking (1799)
- Sammersdorf (1129)
- Sankt Leonhard (80)
- Sipbach (76)
- Unterschnadt (286)
- Zeitlham (105)

1784 wurde die Ortschaft Sammersdorf von Weißkirchen an der Traun nach Pucking eingemeindet. Im Gegenzug trat man die Ortschaft Weißenberg, samt zugehörigem Schloss, nach Neuhofen an der Krems ab.
Die Gemeinde gehört zum Gerichtsbezirk Traun.

### Nachbargemeinden
Pucking grenzt im Norden an Hörsching und Traun, im Osten an Ansfelden, im Süden an Neuhofen an der Krems und im Westen an Weißkirchen an der Traun und Allhaming.
|                                                                         | Hörsching                                   | Traun     |
| Marchtrenk (Bez. Wels-Land) ∗ Weißkirchen an der Traun (Bez. Wels-Land) | Kompassrose, die auf Nachbargemeinden zeigt | Ansfelden |
| Allhaming                                                               | Neuhofen an der Krems                       |           |

∗ Nur in einem Punkt inmitten der Traun

## Geschichte
Die Geschichte von Pucking lässt sich bis in die Römerzeit zurückverfolgen: Damals schon verliefen durch das heutige Ortsgebiet Verkehrswege. Die Pfarre Pucking findet ihre erste Erwähnung 1289.
Während der Napoleonischen Kriege war der Ort mehrfach besetzt.
Seit 1918 gehört der Ort zum Bundesland Oberösterreich. Nach dem Anschluss Österreichs an das Deutsche Reich am 13. März 1938 gehörte der Ort zum Gau Oberdonau. Nach 1945 erfolgte die Wiederherstellung Oberösterreichs. 2004 wurde Pucking zur Marktgemeinde erhoben.

### Einwohnerentwicklung
1991 hatte die Gemeinde laut Volkszählung 2.613 Einwohner, 2001 dann 3.478 Einwohner. 2008 leben rund 3.800 Menschen in Pucking.

## Kultur und Sehenswürdigkeiten

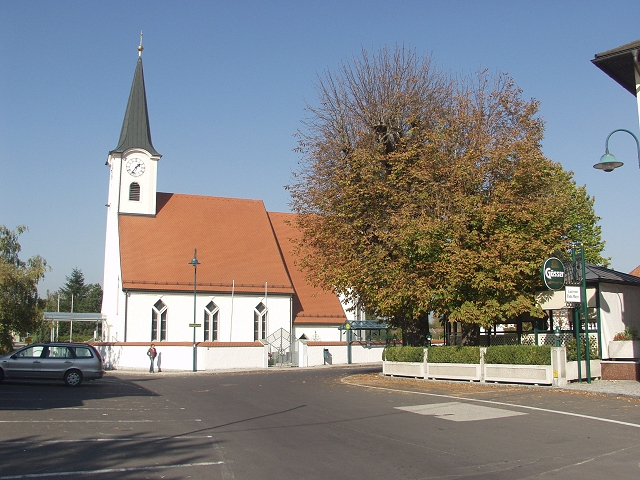
Pfarrkirche Pucking

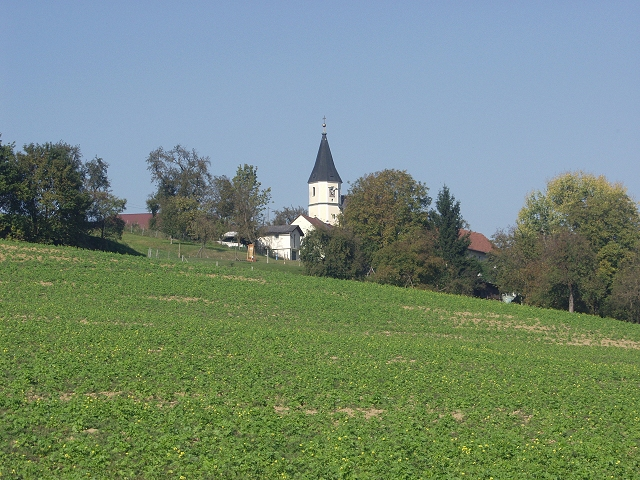
Wallfahrtskirche St. Leonhard auf einer Anhöhe im Sipbachtal

- Die spätgotische Pfarrkirche Pucking hl. Michael zeigt im Langhaus ein Sternrippengewölbe und im Chor ein Netzrippengewölbe.
- Die gotische Filialkirche St. Leonhard bei Pucking aus dem Anfang des 15. Jahrhunderts zeigt sich mit bemerkenswerten Fresken um 1440/1450. Sie befindet sich im Sipbachtal und ist über einen etwa 2 Kilometer langen Wallfahrtswanderweg entlang einer Gemeindestraße vom Ort aus erreichbar.
- In der Ortschaft Hasenufer befindet sich das Kraftwerk Traun-Pucking. Dieses Wasserkraftwerk ist das leistungsfähigste dieser Art der Energie AG Oberösterreich.

## Wirtschaft und Infrastruktur

### Bildung
In Pucking befindet sich eine Volksschule, die 1972 neu erbaut wurde und 2004 durch einen unterirdischen Gang mit dem Gemeindezentrum „Spektrum“ verbunden wurde, so dass Zugang zu Turnsaal, Hort, Schulküche und Bücherei besteht. Als Vorstufe zur Schulbildung befinden sich im Ortsgebiet zwei gemeindeeigene Kindergärten.

### Verkehr
Pucking liegt zwischen zwei Autobahnen, der Westautobahn A1 in der Mitte des Marktgebietes und der Welser Autobahn A25 im Norden des Marktgebietes, besitzt jedoch keinen Autobahnanschluss. Im Ortsgebiet befindet sich kein Bahnhof, jedoch ist der öffentliche Nahverkehr durch private und öffentliche Busunternehmen gewährleistet. Eine wichtige Straßenverkehrsverbindung stellt die von West nach Ost verlaufende L563 dar, welche die Ortschaften Sammersdorf, Pucking und Hasenufer verbindet. Die Ortschaften Sankt Leonhard, Sipbach, Zeitlham und Köttsdorf befinden sich im Sipbachtal und sind über Gemeindestraßen und Güterwege erreichbar.
In der Marktgemeinde Pucking sind zur einfacheren Orientierung die Anfangsbuchstaben der Straßennamen gleich dem Anfangsbuchstaben (außer Schnadt: Sch) des Ortschaftsnamens, in der sich die Straße befindet.

### Sicherheit
- Rettung: Die Gemeinde hat das Österreichische Rote Kreuz damit beauftragt, den Rettungsdienst in Pucking durchzuführen. Die nächsten Stützpunkte sind die Ortsstellen Traun und Neuhofen. Für dringende Notfälle wurde ein Defibrillator angekauft, welcher im Feuerwehrhaus Pucking hinter der Eingangstüre aufbewahrt wird.
- Freiwillige Feuerwehr: In der Gemeinde Pucking gibt es nach der Fusion der vormals zwei Freiwilligen Feuerwehren Pucking und Hasenufer nur mehr eine mit dem Namen Pucking-Hasenufer.

### Sport
Ein örtliches Naherholungsgebiet ist der Puckinger See nordöstlich des Ortszentrums. In der Nähe des Puckinger Sees befindet sich auch ein Fußballplatz und ein Beachvolleyballplatz.

## Politik
Der Gemeinderat hat 25 Mitglieder.

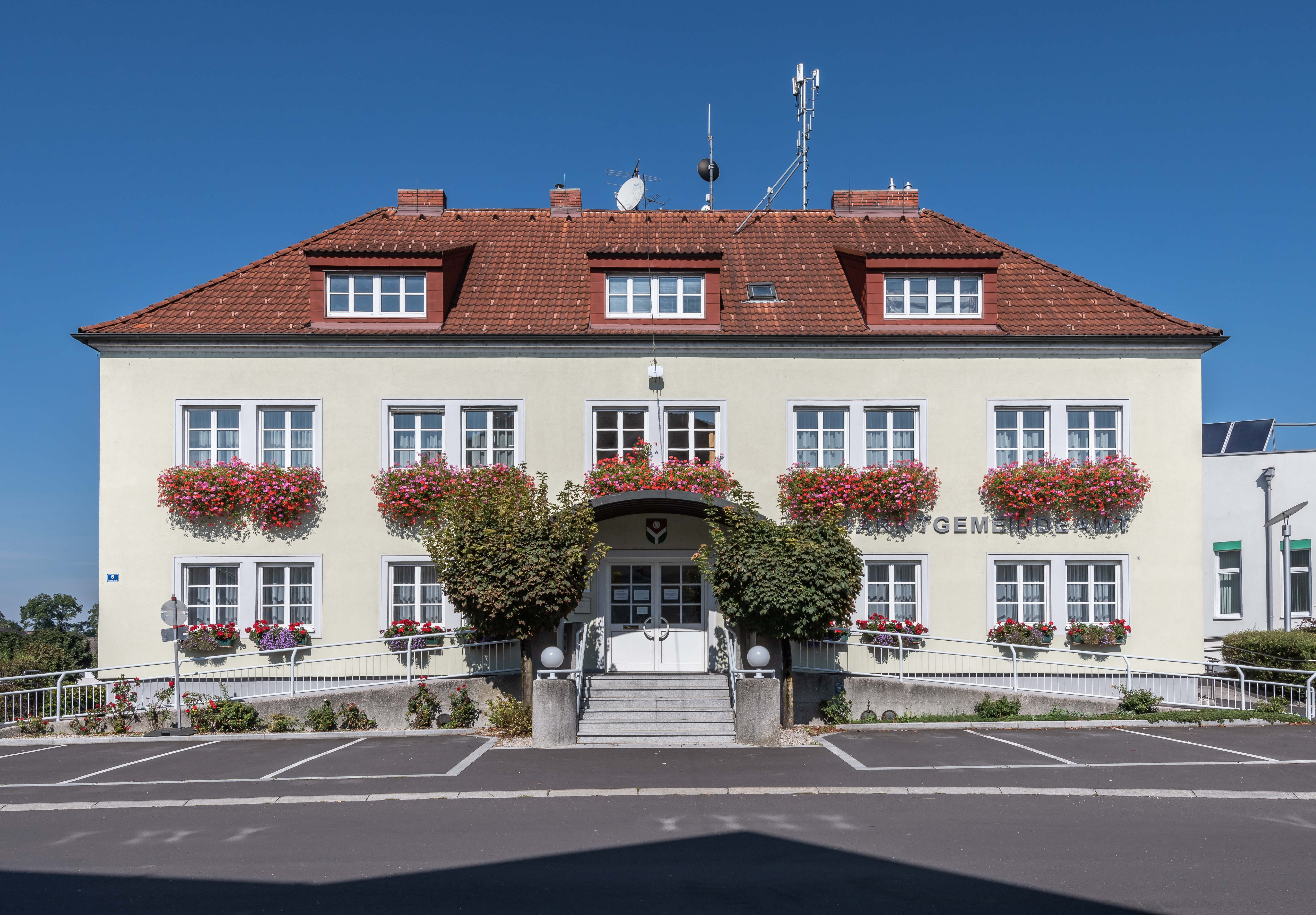
Gemeindeamt in Pucking

- Mit den Gemeinderats- und Bürgermeisterwahlen in Oberösterreich 2003 hatte der Gemeinderat folgende Verteilung: 12 SPÖ, 11 ÖVP und 2 FPÖ.
- Mit den Gemeinderats- und Bürgermeisterwahlen in Oberösterreich 2009 hatte der Gemeinderat folgende Verteilung: 12 ÖVP, 7 SPÖ, 4 FPÖ, 1 GRÜNE und 1 BZÖ.
- Mit den Gemeinderats- und Bürgermeisterwahlen in Oberösterreich 2015 hatte der Gemeinderat folgende Verteilung: 10 ÖVP, 10 FPÖ, 4 SPÖ und 1 GRÜNE.
- Mit den Gemeinderats- und Bürgermeisterwahlen in Oberösterreich 2021 hat der Gemeinderat folgende Verteilung: 11 FPÖ, 10 ÖVP und 4 SPÖ.[2][3]

### Bürgermeister
- bis 2008 Theobald Lummerstorfer (ÖVP)
- 2008–2021 Robert Aflenzer (ÖVP)
- seit 2021 Thomas Walter Altof (FPÖ)

### Wappen
Offizielle Beschreibung des Gemeindewappens: In Grün eine silberne, erniedrigte Deichsel mit roter Füllung, darin ein silbernes Turbinenrad.
Das Turbinenrad steht für das Kraftwerk Traun-Pucking. Die Deichsel bezieht sich auf den im Gemeindegebiet von Pucking gelegenen Autobahnknoten Haid. Entwurf des Wappens: Wolfgang Mairinger, Pucking.
Die Gemeindefarben sind Weiß-Grün.

## Persönlichkeiten

### Söhne und Töchter der Gemeinde
- Josef Waldl (1852–1934), Gutsbesitzer, Bürgermeister, Abgeordneter im Reichsrat und im Landtag

### Mit der Gemeinde verbundene Persönlichkeiten
- Hermann Krist (* 1959), Politiker (SPÖ)